# De Dion-Bouton Populaire

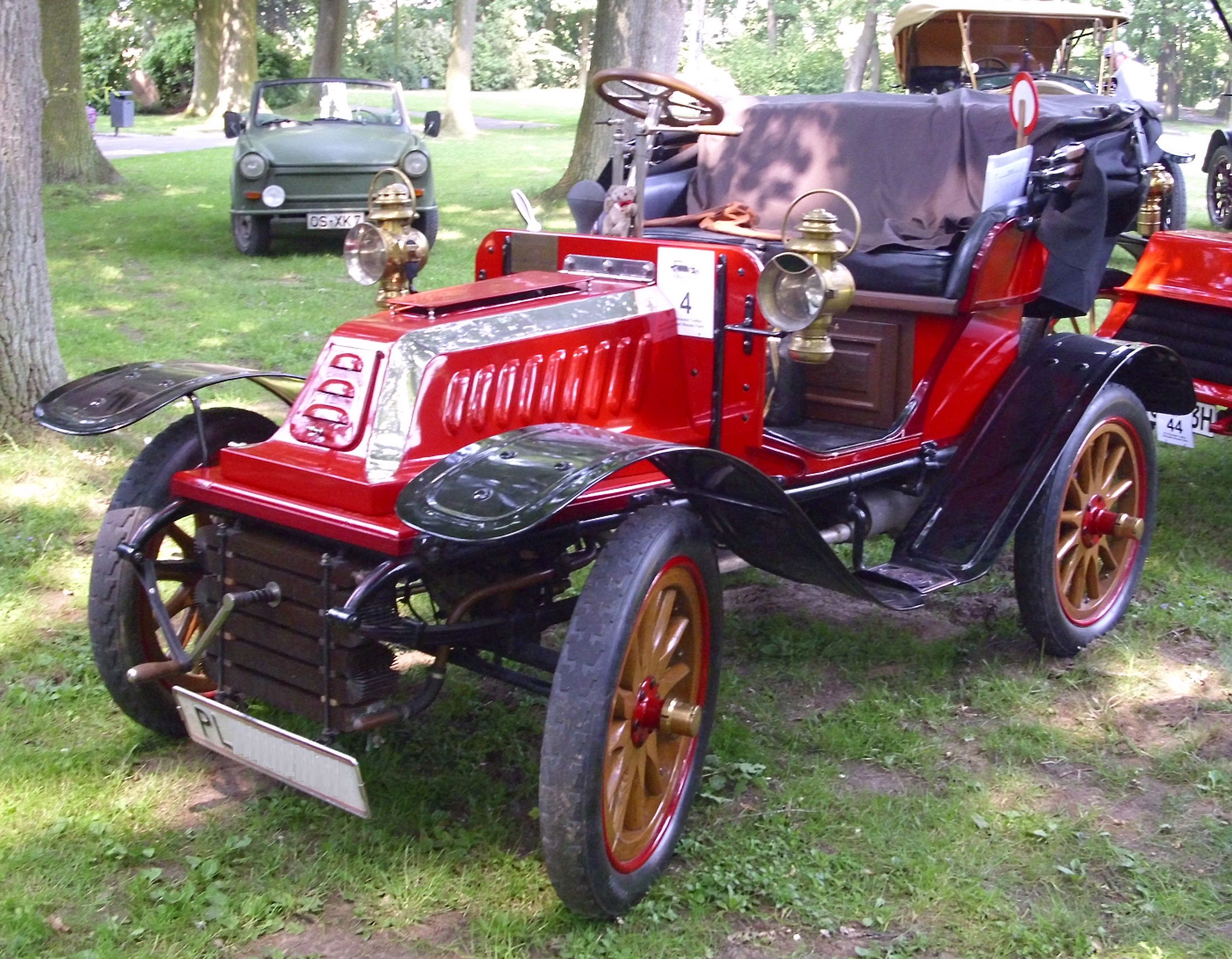
De Dion-Bouton Type Q

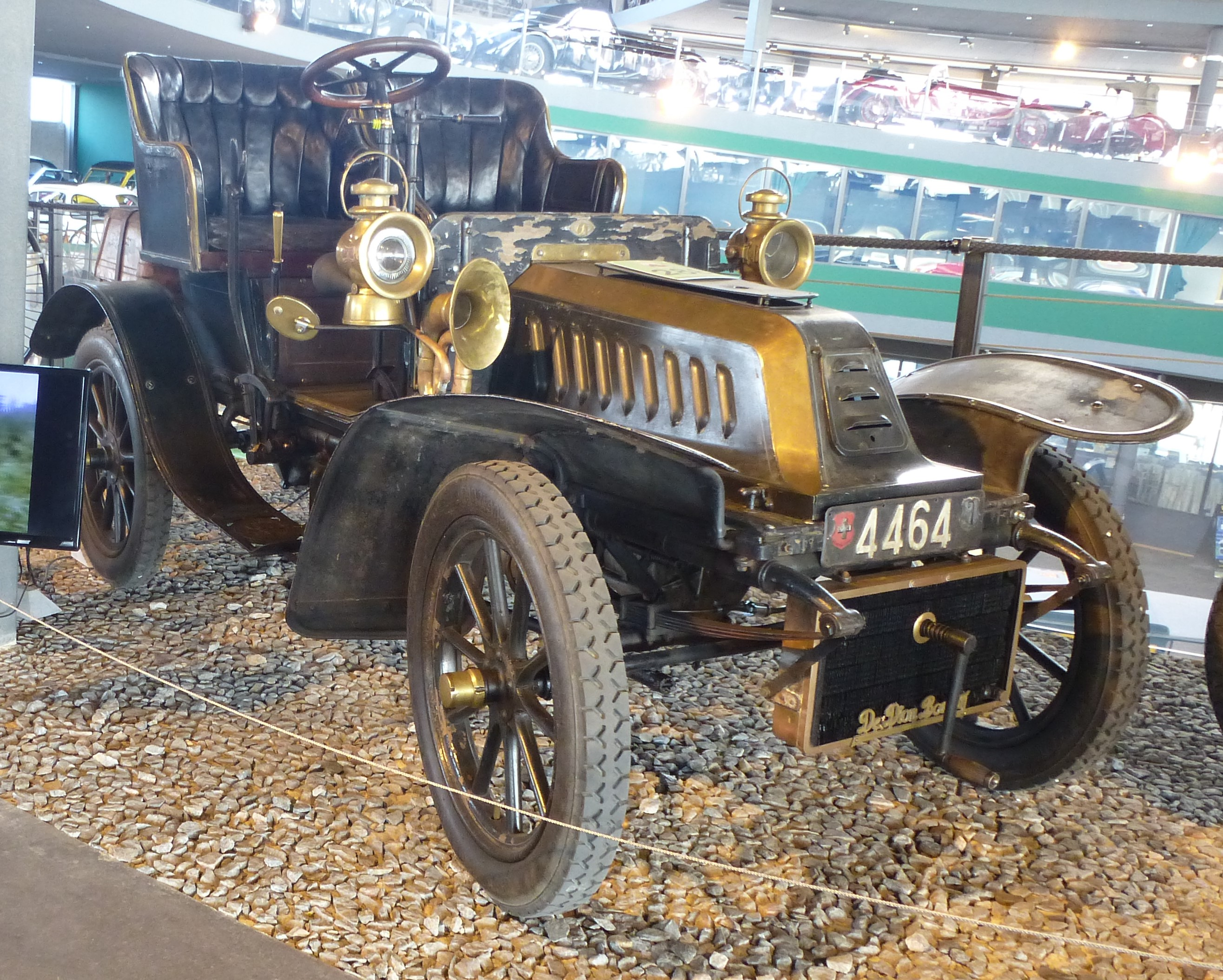
De Dion-Bouton Type Y

De Dion-Bouton Populaire ist ein Kleinwagen bzw. Voiturette des ehemaligen französischen Automobilherstellers De Dion-Bouton.

## Vorgeschichte
De Dion-Bouton stellte ab 1899 das Modell Vis-à-Vis mit Heckmotor her. In der letzten Ausführung Type L von 1902 leistete der Motor 6 PS.
Bereits 1901 entwickelte De Dion-Bouton ein Modell mit Frontmotor, denn die Kundenwünsche gingen in die Richtung, dass ein richtiges Auto den Motor vorne haben muss. Die im selben Jahr präsentierten Type H und Type I können wegen der minimalen Produktionszahlen als Versuchswagen bezeichnet werden.
Am 28. Dezember 1901 erhielt der Type J seine Zulassung von der nationalen Behörde. Der Motor entsprach dem Type L. Es ist ein De-Dion-Bouton-Einzylindermotor mit 90 mm Bohrung, 110 mm Hub und 700 cm³ Hubraum. Er wurde mit 6 Cheval fiscal eingestuft und leistet etwa 6 PS.

## Beschreibung
Erst der Nachfolger Type N wird als Populaire bezeichnet. Er erhielt am 18. Juni 1902 seine Zulassung. Der Hersteller hatte den Stahlrohrrahmen vereinfacht, sodass er weniger wog. Der Motor wurde beibehalten, aber etwas nach hinten versetzt hinter der Vorderachse platziert. Er treibt über eine Kardanwelle die Hinterräder an. Die Hinterachse ist eine De-Dion-Achse. Der Wasserkühler der Fahrzeuge ist an der Front unter dem vordersten Querträger des Fahrgestells montiert; daraus ergibt sich die für diese Zeit typische „Schaufelnase“. Das Getriebe hat zwei Gänge, aber keinen Rückwärtsgang. Der Radstand beträgt 182 cm, die Spurweite 118 mm. Als schwächstes und kürzestes Modell im Sortiment erhielten die Fahrzeuge üblicherweise einen leichten zweisitzigen Aufbau als Phaeton. Durch das billiger herzustellende Fahrgestell sowie das ebenfalls billigere Getriebe konnte De Dion-Bouton das Fahrzeug günstiger anbieten als das Vorgängermodell. Daher konnte sich ein größerer Käuferkreis das Fahrzeug leisten. Daher stammt auch der Name Populaire.
Auf dieses Modell folgte der Type Q. Er erhielt am 2. April 1903 seine Zulassung. Ein wichtiger Unterschied war die Einführung eines Rückwärtsganges. Die Spurweite wurde auf 114 cm reduziert. Einige Fahrzeuge wurden als Tonneau mit Platz für vier Personen karossiert.
Als letztes Modell dieser Reihe erschien der Type Y. Die Zulassung erfolgte am 11. Oktober 1904. Er hat ein Dreiganggetriebe mit Rückwärtsgang. Von diesem Modell ist auch ein Doppelphaeton bekannt. Die Vorderräder haben zehn Speichen und die hinteren zwölf, während die vorherigen Modelle einheitlich zwölf Speichen haben. 1906 wurde die Produktion eingestellt. Der Hersteller bot danach einige Jahre kein Fahrzeug dieser Hubraumklasse an.
Gelegentlich werden auch andere Modelle von De Dion-Bouton mit Frontmotor und Schaufelnase als Populaire bezeichnet, was aber gemäß der ausgewerteten Literatur nicht korrekt ist. Dazu gehören neben den bereits erwähnten Type H, Type I, Type J noch Type K, Type O, Type R, Type S, Type V, Type W, Type Z, Type AB, Type AC, Type AL, Type AM und Type AN.